# Танец льва
Танец льва (кит. трад. 舞獅, упр. 舞狮, пиньинь wǔshī, палл. у ши) — один из традиционных танцев в китайской культуре. Представляет собой фигуру льва, которым управляют двое людей, находящихся внутри фигуры. Базовые движения танца могут быть найдены в большинстве китайских боевых искусств.
Как и танец дракона, танец льва традиционно исполняется на различных праздниках и фестивалях, наиболее значительный из которых — китайский Новый год, широко празднуемый китайской общиной по всему миру.

## Северный Китай
На севере Китая львы обычно выходят парой, красный бант на голове при этом отмечает самца, а зелёный — самку. Иногда львы появляются семьёй, когда к паре взрослых добавляется пара более маленьких львов.

## Южный Китай
На юге Китая танец более символичен. Представление традиционно используется для отпугивания злых духов и привлечения удачи. Также, южный лев заметно отличается: здесь используется более широкое разнообразие цветов, голова более чётко отделена от тела, глаза — большие, ко лбу прикреплено зеркало (считается, что демоны испугаются своего отражения), в центре головы также имеется рог. Лев имеет множество различных стилей и вариаций, довольно традиционно участие в танце трёх львов. Танец южного льва берёт свои истоки из Гуандуна.

## Тайвань
Тайваньский танец льва более приближён к боевым искусствам. Лев здесь более простой конструкции, в отличие от южнокитайского льва, глаза и рот у него обычно не могут открываться и закрываться. Имеются также отличия в выходе льва и музыке.

## Вьетнам, Корея, Япония, Малайзия
Во Вьетнаме, Корее, Японии и Малайзии также существует традиция танца льва. Сами львы сильно разнятся не только от региона к региону, но и от школы к школе. В Японии львом может управлять как один, так и два человека, корейским львом иногда управляют и трое.
По-вьетнамски танец называется «муа лан-шы-ронг» (Múa lân-sư-rồng), по-корейски — «саджахум», кор. 사자춤?, 獅子춤?, по-японски — «сисимай» (яп. 獅子舞).
Китайцы в Малайзии верят, что танец льва изгоняет духов, приносит удачу и благосостояние. Поэтому представления танца часто  устраиваются в период празднования Китайского нового года в офисах, магазинах, ресторанах и так далее.

## В искусстве
Сюжет мультфильма «Я тот, кто я есть» разворачивается вокруг подготовки главного персонажа к участию в чемпионате по танцу льва.
В DLC Shadows of the Erdtree для компьютерной игры Elden Ring 2022 года есть босс Священный танцующий лев, являющийся одним из сложнейших как в дополнении, так и игре в целом. Его движения в бою в значительной степени основаны на этом танце.